# Ônibus de trânsito rápido
Ônibus (português brasileiro) ou autocarro (português europeu) de trânsito rápido (em inglês:  bus rapid transit — BRT) ou de alto nível de serviço (em inglês:  bus with high level of service — BHLS), também conhecido como transporte rápido por ônibus/autocarro ou simplesmente metrobus, é um sistema de transporte público massivo baseado em ônibus/autocarros, desenhado especificamente com serviços e infraestruturas para melhorar o fluxo de passageiros. Um verdadeiro sistema BRT geralmente tem design, serviços e infraestrutura especializados para melhorar a qualidade do sistema e remover causas típicas de atrasos. Às vezes descrito como um "metrô de superfície", o BRT visa combinar a capacidade e a velocidade do veículo leve sobre trilhos (VLT) ou do metrô com a flexibilidade, baixo custo e simplicidade de um sistema de linhas de ônibus.
Para ser considerado um BRT, o sistema de transporte público de ônibus deve operar por uma faixa de rodagem exclusiva (corredor de ônibus) para evitar o congestionamento do tráfego. Além disso, um verdadeiro sistema de BRT deve ter os seguintes elementos: alinhamento no centro da via (para evitar atrasos típicos do lado do meio-fio); estações com cobrança de tarifa fora do veículo (para reduzir o atraso do embarque e desembarque relacionado com o pagamento ao motorista); estações com o nível do piso do ônibus (para reduzir o atraso do embarque e desembarque causado por escadas) e prioridade de ônibus nos cruzamentos (para evitar a atraso em intersecções rodoviárias). O BRT pode utilizar veículos dos mais diversos tipos como trólebus; ônibus urbano; ônibus articulado; ônibus biarticulado; micro-ônibus e ônibus guiado por sistema de canaletas, dispositivos magnéticos.
O primeiro sistema de BRT foi introduzido em Ottawa, no Canadá, em 1973, mas foi a Rede Integrada de Transporte (RIT), que entrou em operação no ano seguinte no município de Curitiba, Paraná, Brasil, que implementou a maioria dos elementos que se associaram ao BRT atualmente, como cobrança de tarifa externa, estações fechadas e embarque no nível da plataforma. O sistema brasileiro inspirou muitos outros semelhantes em todo o Brasil e no mundo, como o TransMilenio, em Bogotá, Colômbia, inaugurado em 2000. Em novembro de 2013, mais de 166 cidades tinham implementado sistemas BRT, respondendo por 4.336 quilômetros de corredores ônibus. Estima-se que cerca de 27 milhões de passageiros utilizam este sistema de transporte público em todo o mundo diariamente, dos quais cerca de 17 milhões estão na América Latina, região que tem a maioria dos sistemas (55).
As muitas diferenças e características distintas entre os sistemas de BRT existentes fez o Institute for Transportation and Development Policy formar um comitê técnico para definir padrões para os sistemas BRT em 2011 e em 2013. O comitê criou uma definição mínima de quais recursos devem ser parte de um sistema para que ele possa ser qualificado como BRT e criou um padrão BRT para avaliar os sistemas existentes no mundo.

## História
O primeiro uso de uma via exclusiva para ônibus foi o East Side Trolley Tunnel em Providence, Rhode Island, Estados Unidos. Foi convertido do uso de bondes para ônibus em 1948. No entanto, o primeiro sistema de BRT no mundo foi o sistema OC Transpo em Ottawa, Canadá. Introduzido em 1973, o primeiro elemento do seu sistema de BRT foram as faixas exclusivas para ônibus através do centro da cidade, com paradas em plataformas. A introdução das primeiras vias de ônibus exclusivas (denominadas 'Transitway') ocorreu em 1983. Em 1996, todo o sistema Transitway de 31 km originalmente previsto estava em operação; mais expansões foram abertas em 2009, 2011 e 2014. A partir de 2019, a parte central da Transitway foi convertida para um sistema de veículo leve sobre trilhos (VLT), devido à operação do setor central além da capacidade projetada.
O segundo sistema de BRT no mundo foi a Rede Integrada de Transporte (RIT), implementada em Curitiba, Brasil, em 1974.:5 A maioria dos elementos que se associaram ao BRT foram inovações sugeridas pela primeira vez pelo arquiteto do prefeito de Curitiba, Jaime Lerner. Inicialmente, consistia apenas em faixas exclusivas para ônibus no centro das principais vias arteriais da cidade, mas, em 1980, o sistema de Curitiba adicionou uma rede de ônibus alimentadores e conexões entre zonas e, em 1992, introduziu a cobrança de tarifa externa, estações fechadas e embarque no nível da plataforma. Outros sistemas fizeram outras inovações, incluindo plotonagem (três ônibus entrando e saindo de pontos de ônibus e sinais de trânsito ao mesmo tempo) em Porto Alegre e passando por faixas e serviços expressos em São Paulo.

## Características
Para a operação eficiente do serviço, são necessários corredores ou faixas exclusivas para os ônibus, sem que sejam afetadas pelo congestionamento do tráfego típico do trânsito das grandes cidades. Faixas separadas podem ser elevadas, em depressão ou por dentro de túneis, que podem ser compartilhadas com metrôs ou até mesmo táxis. Os sistemas BRT geralmente recebem grande investimento em estações fechadas, que incorporam portas de vidro, guichês de venda de passagem e de informação, e mais outros recursos. Na maioria das vezes também incluem embarque em nível, usando ônibus de piso baixo ou plataformas elevadas, além de múltiplas portas para acelerar embarques e desembarques e melhorar o acesso a deficientes físicos. A validação do bilhete na entrada da estação ao invés de no momento do embarque também é comum, principalmente em estações mais movimentadas. Uma rede BRT de cobertura considerável pode servir diversas áreas ao transportar grandes quantidades de pessoas rápida e eficientemente durante todo o dia, proporcionando ao mesmo tempo uma viagem confortável. Veículos de alta capacidade, como ônibus biarticulados podem ser usados, os quais geralmente possuem diversas portas para acelerar a entrada e saída.

### Comparação com serviços tradicionais
Os sistemas convencionais de transporte público se utilizam das faixas comuns do trânsito, que podem ser lentas devido a congestionamentos, e a velocidade média dos ônibus é reduzida mais ainda por causa do tempo gasto em embarques e desembarques nas paradas (o que inclui o tempo necessário para pagar o motorista ou cobrador) e na volta ao tráfego. Em 2013 as autoridades de Nova Iorque constataram que os ônibus na 34th Street, em Manhattan, que transportavam cerca de 33.000 passageiros por dia através de rotas locais e expressas viajavam a 6,5km/h, pouco mais rápido que a velocidade de uma caminhada.
Nos anos 1960, Reuben Smeed, pesquisador inglês de transportes, previu que a velocidade média de tráfego no centro de Londres seria de 14 km/h. Quando o pedágio urbano de Londres foi introduzida em 2003, a velocidade média de tráfego era de fato 14 km/h, a maior desde os anos 1970. Para fins de comparação, a velocidade típica dos sistemas BRT varia entre 27 e 48 km/h.